# Classe California
Le navi classe California erano CGN, ovvero incrociatori missilistici nucleari, della United States Navy, e pur essendo costruite in soli due esemplari (USS California e USS South Carolina, mentre gli altri tre previsti vennero cancellati e i fondi dirottati verso altre unità) rappresentarono la prima classe di navi da guerra nucleari riprodotte "in serie".
Derivate dai classe Belknap, anzi dall'USS Truxtun, esse avevano alcune migliorie, come il raddoppio dei cannoni e delle rampe di lancio missili. Erano destinate alla scorta delle portaerei nucleari, per la loro autonomia analoga (anche se la velocità era un poco inferiore come valore di punta).
Inizialmente la loro designazione era "Fregate missilistiche" (FFGN), ma il confronto con le analoghe unità europee aveva consigliato di considerarle ben più potenti, ovvero incrociatori. Prima di questo cambiamento ufficiale, però, i California ricevettero la designazione sullo scafo D, che significa cacciatorpediniere.

## Costruzione
Le unità navali di questa classe avevano uno scafo con poppa a specchio, dotato di murate di altezza costante, e di un ponte continuo da estrema prua fino all'altra estremità.
Le sovrastrutture erano raggruppate in una cittadella assai compatta, con il solito largo torrione di comando, e 2 blocchi di sovrastrutture ravvicinati, con un massiccio albero per ciascuna, l'anteriore con gli scarichi dei motori ausiliari, anche se non si trattava di veri e propri fumaioli, in quanto le navi, a propulsione nucleare, non abbisognavano di tali strutture.
Ogni albero era un supporto per vari radar ed attrezzature elettroniche, con un radar tridimensionale SPS-48 sull'anteriore, un radar bidimensionale da scoperta aerea (torrione posteriore) SPS-40, un radar SPS-10 da scoperta aerea a bassa quota ed altro ancora: praticamente la dotazione standard delle navi US Navy dell'epoca.

## Motori
I motori erano apparentemente gli stessi del Truxtun, 2 reattori GE D2G da 60.000Hp complessivi per una velocità di 30 nodi tramite i 2 turboriduttori abbinati ad altrettanti assi. In realtà i noccioli dei reattori erano dotati di una vita utile tre volte superiore, con intuibili benefici complessivi.

### Armi e sensori
Oltre al radar SPS-48 e all'SPS-40, i California avevano anche 2 coppie di radar SPG-51 per i missili standard, ma le rampe installate erano quelle del tipo Mk 13, che, sebbene fossero dotate di compattezza, affidabilità, leggerezza ben maggiori di quelle del vecchio tipo Mk 10 erano inabili a maneggiare i missili SM-1ER, limitandosi a quelli del tipo SM-1MR (senza booster di accelerazione). Dopotutto, esse erano presenti, con una sola unità, come dotazione per i cacciatorpediniere americani.

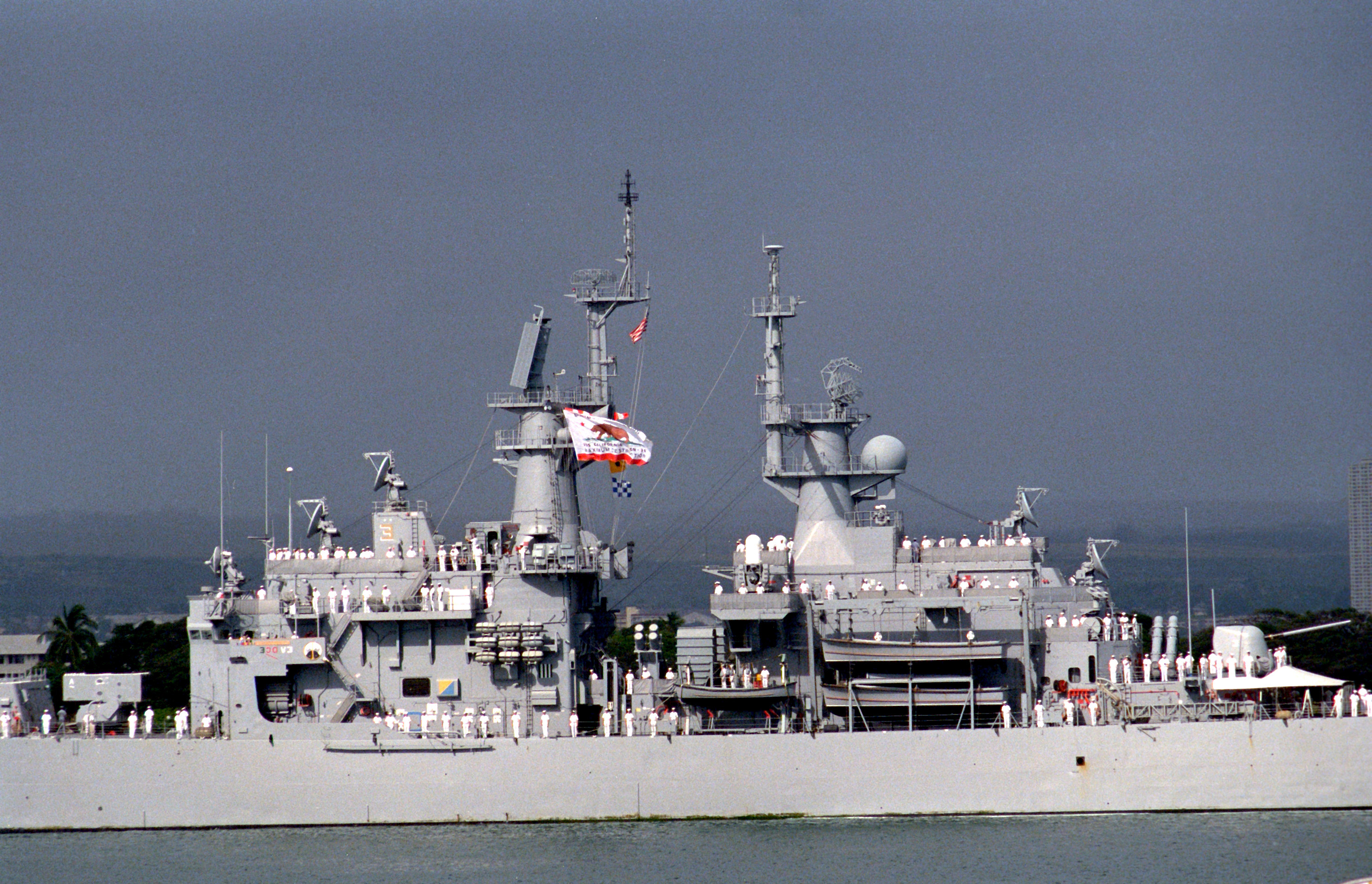
Le sovrastrutture, con i sensori ben in evidenza sui blocchi anteriore e posteriore. Da prua a poppa: cannone, ASROC, radar tiro cannone, 2 radar tiro missili, radar tridimensionale, Harpoon, lance, radar scoperta aerea, Phalanx, Harpoon e l'altro cannone.

In pratica, esse erano installate per dare un volume di fuoco elevato, grazie alla cadenza di 4-6 armi al minuto, scegliendo di sacrificare la lunga gittata e l'elevato raggio d'impiego, per un volume di fuoco a corto e medio raggio (max 46 km), ma questo riduceva a quasi zero le probabilità di ingaggiare i vettori di missili antinave, limitando maggiormente l'azione a quella di colpire i missili di per sé. Una rampa Mk 13 e 2 radar SPG-51 erano presenti sia a poppa che a prua, con 80 missili in totale. Le rampe erano installate a filo del ponte principale, con i depositi rotanti per le armi immediatamente sotto, solidali con l'impianto.
La rampa ASROC, con 8 armi pronte al lancio, era tornata ad essere differenziata dai lanciatori dei SAM, come sulle navi classe Leahy. Gli ASROC, con gittata di 9 km e testata nucleare da 5Kt o siluro Mk 46, erano presenti con 3 ricariche complete. Il deposito era sul ponte per le armi di pronto impiego, e sotto coperta per le altre. In pratica, sembra che una delle ricariche fosse nel lanciatore ottuplo, una nella riservetta sul ponte e una nel deposito sottostante. Totale missili originariamente installati: 104 (88 sui Leahy, 60 sui Belknap).
I cannoni erano i nuovi Mk 45, calibro 5 pollici (127 mm), armi leggere e affidabili (20 ton.), totalmente automatizzate, con un radar SPG-60 a prua, mentre le torri (singole) erano a prua, dietro l'Mk 13 e davanti all'ASROC, e a poppa, sulla sovrastruttura poppiera, davanti all'Mk 13.
I tubi di lancio siluri erano Mk 32, 3 tubi da 324mm. Con 16 armi Mk 46, validi ordigni che erano lo standard delle navi USA e gran parte di quelle occidentali (11 km di portata, 45 kg di testata, 45 nodi, ma alla max. profondità di 450 metri solo 40 nodi e 5,5 km di corsa utile.).
I sensori ASW erano limitati al sonar di prua, a bassa frequenza, SQS-26, nel classico bulbo prodiero. Nonostante la portata di 18 km in linea diretta e 64 nello sfruttamento (quando possibile) del fondo o delle zone di convergenza, esso era quasi inutilizzabile alle velocità di crociera delle portaerei, per le quali queste navi usualmente operavano come scorta, ma non era disponibile né un sonar a profondità variabile né elicotteri (solo una piattaforma poppiera), malgrado un dislocamento di ben 10.000 tonnellate.
Non mancavano le ECM, con lanciatori Super RBOC per chaff, sistemi ESM e forse disturbatori attivi della serie SLQ-32. Tutta l'architettura di tale ammontare di armi e sensori era coordinata dal sistema Mk 86, per il controllo delle situazioni in combattimento e il fuoco sugli obiettivi. Lo scambio delle informazioni tattiche vedeva i data link del sistema JTDS, e un sistema analogo era presente per le operazioni anfibie. Infine, presenti le comunicazioni, base dell'elettronica di ogni nave, con radio di varie frequenze e parabole satellitari.

## Servizio

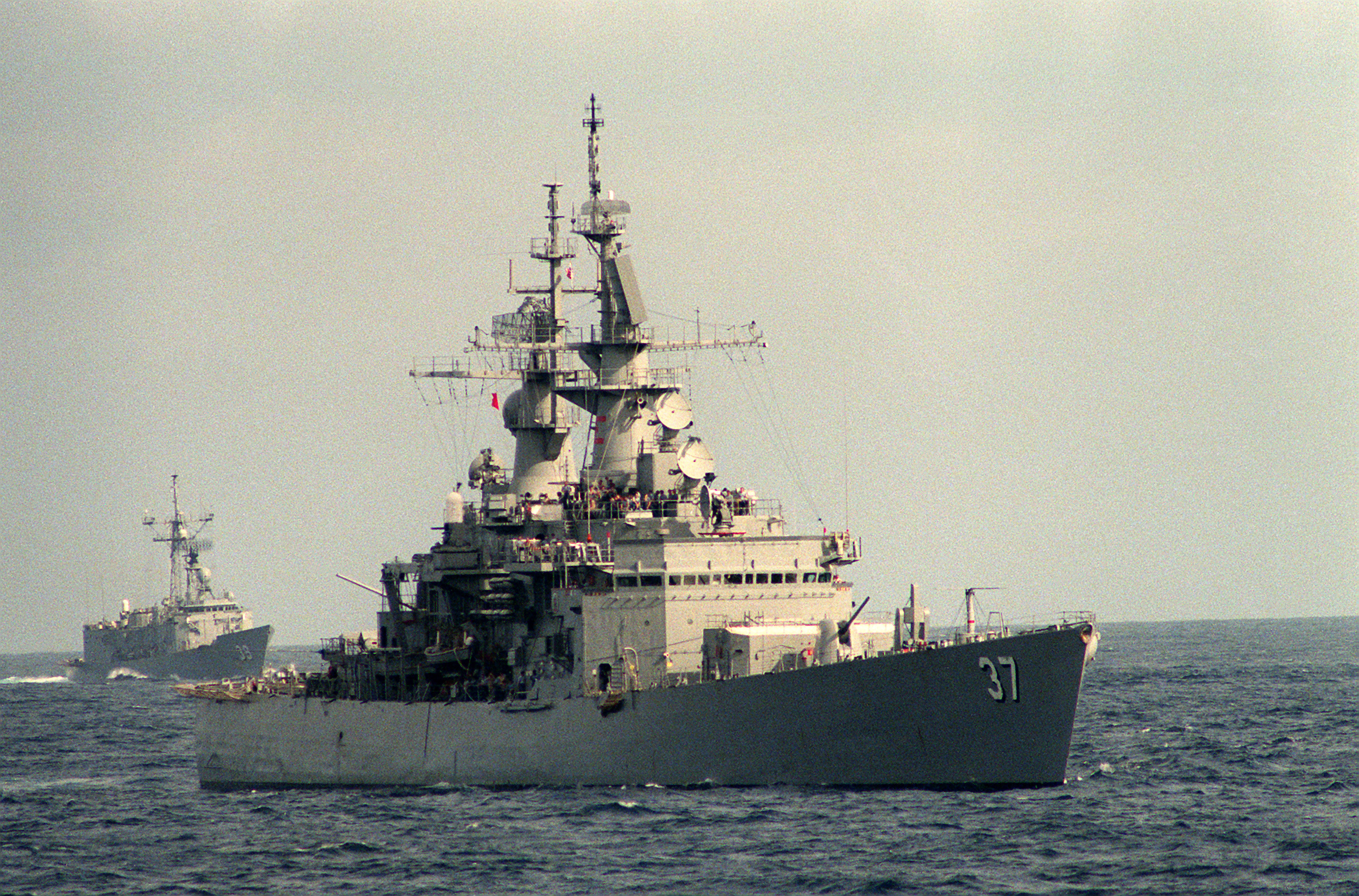
Il South Carolina, con le sue strutture massicce e squadrate

Entrati in linea metà degli anni 1970, i California erano navi valide, ma rispetto al numero crescente di portaerei nucleari da scortare esse erano davvero troppo poche (usualmente erano necessari 2 incrociatori, teoricamente 4, per nave). Esse furono preziose per valutare i costi e l'efficienza ottimale per la classe definitiva di incrociatori nucleari, la classe Virginia, che sarebbe stata però assai meno soddisfacente.
Durante le loro carriere, i California, con le loro sovrastrutture squadrate tipiche dei disegni americani dell'epoca (che in pratica, significavano molto spazio e molta semplicità di costruzione, mentre problemi come la riduzione dell'RCS non erano presi nemmeno in considerazione) furono uno dei simboli del potere navale USA, impiegati come scorta portaerei nucleari.
Ebbero armi migliorate, come gli SM-1MR B, da 67 km di gittata, poi gli SM-2MR, che equivalevano gli SM-1ER in gittata pur pesando solo 600 kg contro 1400, e avevano un sistema di guida capace di migliori prestazioni, inclusa la possibilità di pilotaggio automatico dei missili, illuminati solo nella parte finale (aumentando il numero di bersagli ingaggiabili simultaneamente alle distanze più lunghe).

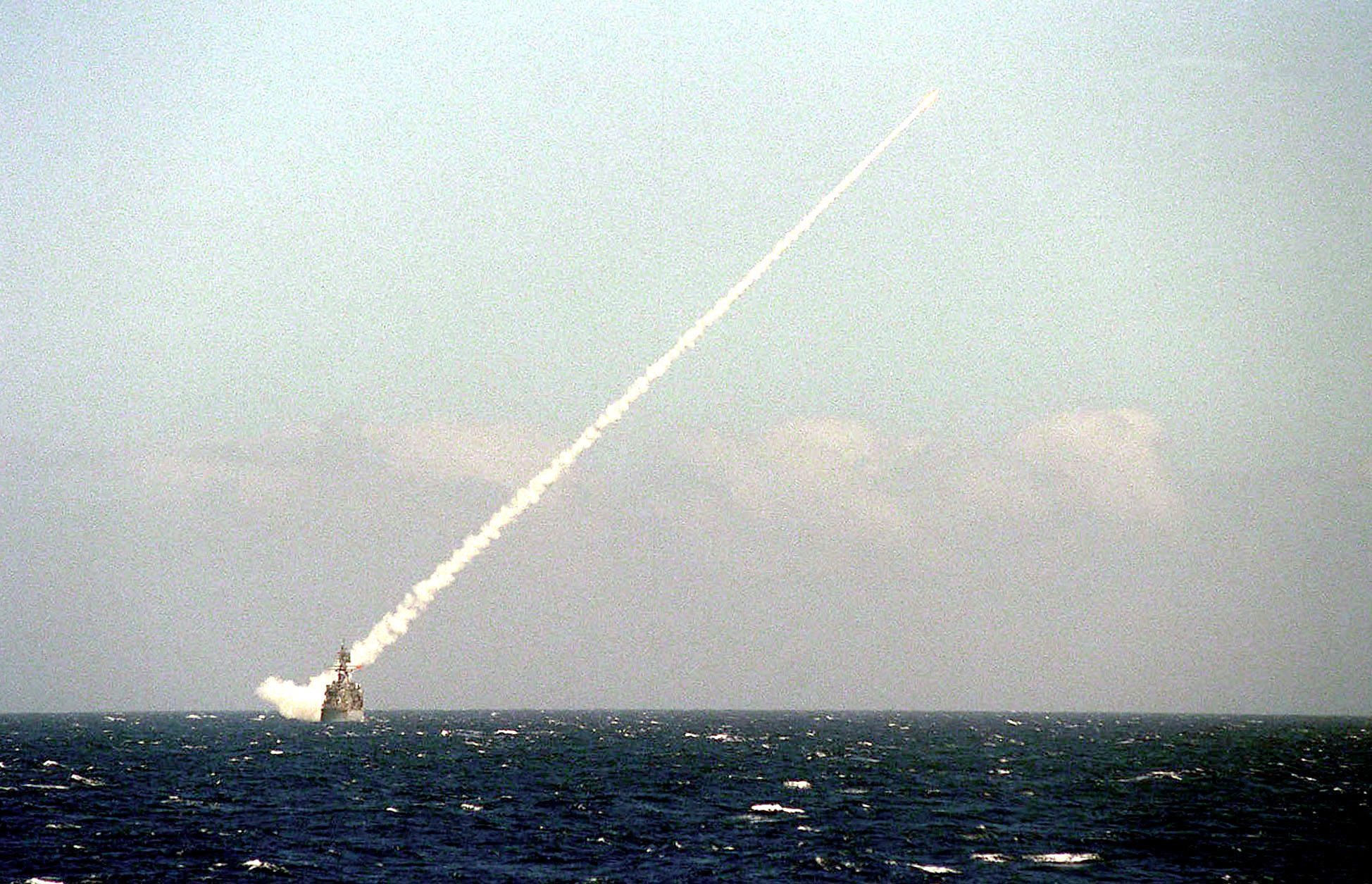
Il California mentre spara un missile antiaereo

Missili Harpoon e Tomahawk, in lanciatori quadrupli, comparvero per la lotta antinave, fino ad allora pertinenza della secondaria modalità dei SM-1 e dei cannoni da 127mm, come anche per l'attacco di obiettivi in profondità con armi nucleari (Tomahawk). Ciws Phalanx vennero posti per migliorare la deficitaria capacità di difesa contro missili a volo radente (ufficialmente gli SM hanno una quota minima di 45m, poi progressivamente migliorata) e in generale contro obiettivi ravvicinati visto che i cannoni da 127mm erano un modello scelto più come arma leggera da bombardamento in superficie che come sistema antiaereo/antimissile (cadenza max: 20 c.Min.) in quanto armi ad alto volume di fuoco, come l'Oto Melara Compatto, avrebbero richiesto troppo spazio e peso.
Alla fine della Guerra Fredda, la riduzione della flotta Usa non influenzò inizialmente la carriera dei California, ma verso la fine degli anni 1990 toccò anche a loro uscire di scena. Non prima che lo stesso fosse accaduto ai loro successori Virginia, considerati meno soddisfacenti.
In definitiva, i California erano navi potenti, ma con alcuni problemi solo parzialmente risolti e ne vennero costruiti solo due, il che portava la classe appena sopra la soglia della prototipicità, e che era motivato da precise ragioni circa i limiti del progetto emersi, che costrinsero a rivedere i piani originali per almeno 6 unità del genere: erano dotati di armi solo a medio raggio, e inizialmente non ebbero armi antinave o capaci di difendere da missili SSM a distanze ridotte (non ancora disponibili per nessuna nave USA). Soprattutto, quando missili SSM e Ciws vennero installati, come anche le versioni degli SM più recenti, mancarono sempre di elicotteri e di sonar a profondità variabile. Per questo i loro successori vennero ad essere i Virginia, nel bene e nel male.